# Эльфы (Средиземье)
Э́льфы (англ. Elves, ед. ч. Elf), или Кве́нди (кв. Quendi — «Говорящие»; ед. ч. Кве́ндэ) — в легендариуме Джона Р. Р. Толкина один из свободных народов, населявших континент Средиземье в отдалённом прошлом Арды (Земли), старшие Дети Илуватара, называемые Перворождёнными (англ. Firstborn).

## Развитие концепции

### Эльфы до Толкина

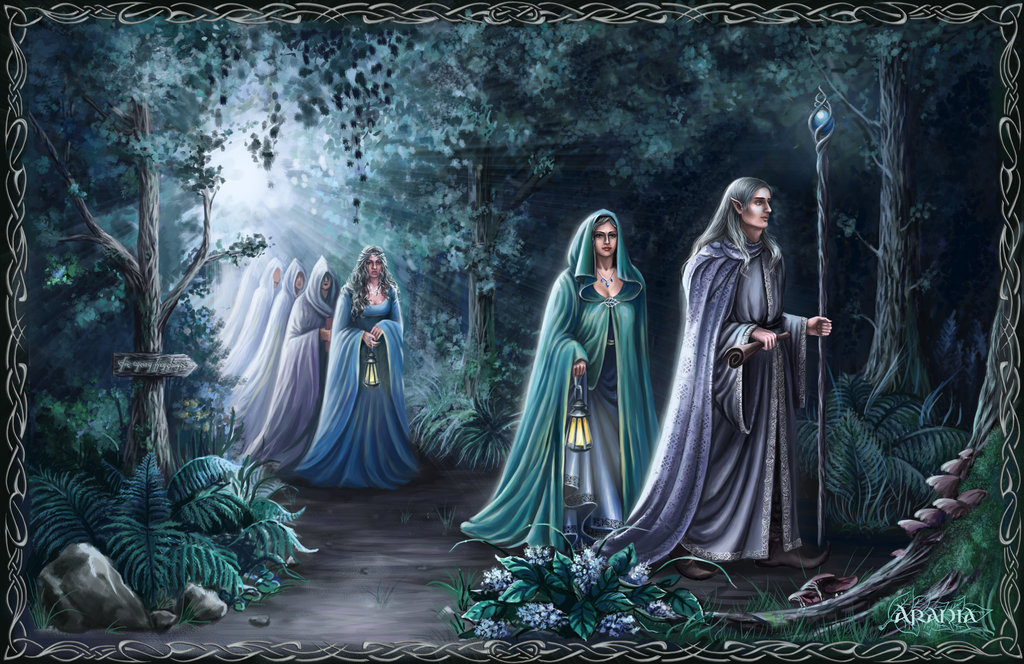
Эльфы Средиземья на изображении

Современное английское слово elf происходит от староанглийского ælf, восходящего, вероятно, к индоевропейскому корню со значением «белый» (слово также имеет когнаты в других германских и индоевропейских языках). В германской мифологии существовали различные виды эльфов, при этом западное германское представление об эльфах в Раннем Средневековье стало отличаться от скандинавских мифов, а англосаксонское ушло от них ещё дальше (вероятно, под влиянием кельтов). В одном из писем Толкин совершенно ясно высказался о том, что его эльфы отличаются от эльфов «более известных произведений», имея в виду скандинавскую мифологию.
К 1915 г. Толкин уже написал свои первые стихотворные произведения об эльфах, в которых слова elf, fairy и gnome (все они по-русски означают маленькое существо, наделённое волшебной силой, fairy же обычно переводится как «фея») имели множество различающихся и порой противоречивых значений. Толкин также осознавал минусы термина fairy: как поясняет Джон Гарт, в то время это слово стало всё более использоваться для обозначения человека гомосексуальной ориентации.
Тема сказочных существ — фей активно использовалась утопистами в конце XIX века для критики существующих социальных и религиозных ценностей. Продолжателем этой традиции выступил Толкин (так же, как и Теренс Уайт). Одна из последних викторианских «картин из мира фей» — «Мечтательный дудочник» Эстеллы Канциани — разошлась в количестве 250 тысяч копий и была широко известна в окопах Первой мировой войны. Иллюстрированные плакаты с поэмой Роберта Льюиса Стивенсона «Страна Нод» были посланы неким филантропом на фронт для улучшения интерьеров солдатских казарм. Представление о «волшебной стране» (англ. Faery) также использовалось как образ «старой доброй Англии» для внушения патриотических чувств.
Как пишет Марджори Бёрнс, Толкин в итоге выбрал термин elf, предпочтя его слову fairy, однако в течение определённого времени сохранял сомнения на эту тему. В своём эссе 1939 г. «О волшебной сказке» (англ. On Fairy-Stories) Толкин писал, что 

… такие английские слова, как elf, уже давно испытывают влияние со стороны французского языка (из которого были заимствованы слова fay и faërie, fairy); но в более поздние времена, благодаря использованию в переводах, слова fairy и elf приобрели скорее атмосферу германских, скандинавских и кельтских историй, а также многие характеристики huldu-fólk, daoine-sithe, и tylwyth-teg.— Burns, Marjorie (2005). Perilous realms: Celtic and Norse in Tolkien's Middle-earth. University of Toronto Press. p. 22–23. ISBN 0-8020-3806-9 (англ.)

### Ранние труды
Традиционные викторианские танцующие феи и эльфы появлялись во многих ранних поэтических произведениях Толкина и оказали влияние на его более поздние труды, отчасти также и из-за публикации «Питера Пэна» Джеймса Барри в 1910 г. в Бирмингеме и знакомства Толкина с творчеством католического поэта-мистика Фрэнсиса Томпсона в 1914 г.
Слышу звуки я рожков

Лепреконов-карликов

И «шлёп-шлёп» от ног идущих гномов!Оригинальный текст (англ.)O! I hear the tiny horns

Of enchanted leprechauns

And the padded feet of many gnomes a-coming!— Толкин Дж. Р. Р. Шаги гоблинов
Интерес Толкина-филолога к языкам привёл его к созданию на досуге нескольких собственных языков. В раздумьях о том, кто бы мог говорить на этих языках и какие истории мог бы рассказывать, Толкин снова обратился к концепции эльфов.

### Книга утраченных сказаний (1917—1927)
В «Книге утраченных сказаний» Толкин начал развивать тему о том, что миниатюрная раса эльфов, похожая на фей, когда-то была великим и могучим народом и что, когда мир завоевали люди, эти эльфы «умалились». Такому представлению способствовали богоподобные, но гуманоидные «верхние альвы» (др.-сканд. Ljósálfar) из скандинавской мифологии, а также такие средневековые произведения, как «Сэр Орфео», валлийский «Мабиногион», романы о рыцарях короля Артура и легенды о Туата Де Дананн. Некоторые из произведений, написанных Толкином как часть истории эльфов, испытывали непосредственное влияние кельтской мифологии. К примеру, «Бегство Нолдоли» базируется на истории Туата Де Дананн и книге «Лебор Габала Эренн», а их склонность к переселениям пришла из ранней ирландской и кельтской истории. Джон Гарт также заключил, что в своём рассказе о порабощении Нолдоли Мелькором Толкин фактически адаптировал ирландский миф о Туата Де Дананн к христианской эсхатологии.
Имя «Ингвэ» (в первом наброске — «Инг»), данное Толкином старшему из эльфов и его клану, совпадает с именем из древнескандинавской мифологии: так звали бога Ингви-Фрейра (в англосаксонском язычестве — Ингви-Фреа), который подарил эльфам их мир Альфхейм. Терри Ганнелл также заявляет, что взаимосвязь между прекрасными кораблями и эльфами напоминает о корабле богов Ньёрда и Фрейра Скидбладнире. В этих текстах Толкин также продолжает использовать для эльфов обозначение fairy — заимствование из французского языка.
Эльфы Толкина также были вызваны к жизни его персональной католической теологией: они представляли состояние ещё не падшего человека в Эдеме — внешне аналогичного современным людям, но более красивого и мудрого, обладающего гораздо более сильной духовной силой и более острыми чувствами, способного жить в гармонии с природой. Толкин писал: 

… Они созданы человеком по его образу и подобию, но свободны от тех ограничений, которые более всего давят на людей. Они бессмертны, и их воля непосредственно действует для достижения того, что существует в их воображении и желаниях.— Carpenter, Humphrey (1977), Tolkien: A Biography, New York: Ballantine Books, ISBN 0-04-928037-6 (англ.)
В «Книгу утраченных сказаний» включены описания и более серьёзных, «средневековых» эльфов (таких как Феанор и Тургон), и фривольных эльфов «эпохи короля Якова I» (таких как Солосимпи и Тинувиэль).
Вместе с идеей «великих эльфов» Толкин разрабатывал идею о детях, посещающих во сне Валинор, островной дом эльфов. Эльфы и сами посещают детей ночью и успокаивают их, если их поругали или они просто расстроены. Однако эта тема (связь эльфов с детскими снами и ночные путешествия) впоследствии была оставлена Толкином и не присутствует в более поздних работах.

### Хоббит (~1930—1937)
Так же, как и в случае с «Книгой утраченных сказаний», Дуглас Андерсон показывает, что среди персонажей «Хоббита» встречаются и эльфы более серьёзного «средневекового» типа (такие, как Элронд и король лесных эльфов), и фривольные беззаботные эльфы (такие, как эльфы Ривенделла).

### Квента Сильмариллион (~1937)
В 1937 г. рукопись «Сильмариллиона» была отклонена издателем, который раскритиковал «зубодробительные кельтские имена», которые Толкин дал своим эльфам. Сам Толкин отрицал кельтское происхождение имён:

Само собой разумеется, что они не кельтские! Равно как и сами истории. Я действительно знаю кельтские сказания (и как звучат многие из них в оригинале на ирландском и валлийском), и у меня нет к ним особой любви, в первую очередь из-за их принципиальной нелогичности. Они ярки, но напоминают разбитый витраж, собранный заново как придётся. Они действительно «сумасбродны», как говорит ваш читатель — но себя сумасбродным я не полагаю.Оригинальный текст (англ.)Needless to say they are not Celtic! Neither are the tales. I do know Celtic things (many in their original languages Irish and Welsh), and feel for them a certain distaste: largely for their fundamental unreason. They have bright colour, but are like a broken stained glass window reassembled without design. They are in fact "mad" as your reader says – but I don't believe I am.— Carpenter, Humphrey (1981), Tolkien: A Biography, New York: Ballantine Books, p. 26, ISBN 0-04-928037-6

### Властелин Колец (1937—1949)

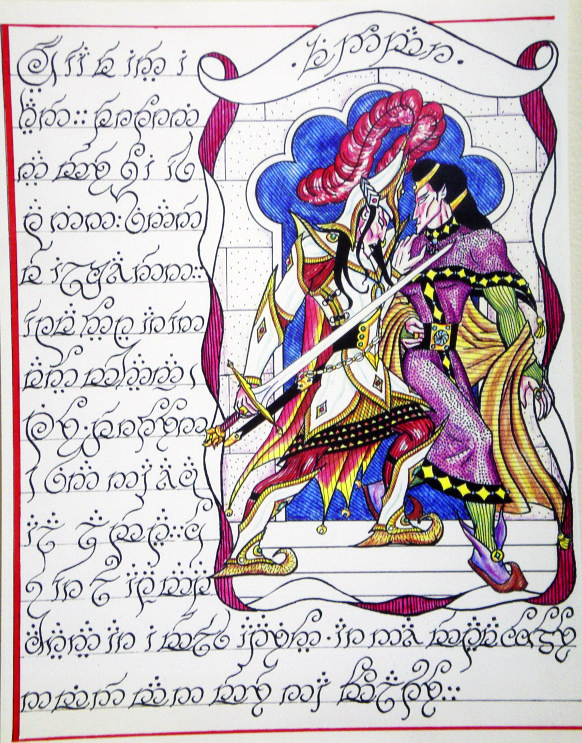
Изображение эльфов с эльфийским письмом, созданным Толкином

Терри Ганнелл замечает, что Келеборну и Галадриэль во «Властелине Колец» были даны титулы германских богов Фрейра и Фрейи (в переводе с древнескандинавского — «владыка» и «владычица»).
Толкин во «Властелине Колец» описывает эльфов разных видов: 

– Да ведь, эльфы-то, здорово разные, – откликнулся Сэм, – даром что родичи. Эльф, он, конечно, одно слово – эльф, его и по голосу ни с кем не спутаешь... А присмотришься – непохожи они друг на друга. Вы вот возьмите хоть здешних, благословенных, – наш-то, Леголас, он ведь вовсе другой. Здешние привязаны к своей Благословении вроде как мы с вами к нашей Хоббитании. Они ли уж переделали, по себе свою землю, или она их к себе приспособила, этого я вам сказать не могу, а только их край как раз им под стать. Они ведь не хотят никаких перемен, а тут и захочешь, так ничего не изменишь. У них даже завтра никогда не бывает: просыпаешься утром – опять сегодня... если вы понимаете, про что я толкую. И магии их я ни разу не видел...
– Да тут ее ощущаешь на каждом шагу! – перебив Сэма, воскликнул Фродо.— Толкин Дж. Р. Р. Властелин Колец, т.I "Братство Кольца": книга II, гл. 7 "Зеркало Галадриэль" (любое издание)
Том Шиппи пишет, что тема умаления эльфов от состояния полубогов до малорослых феечек вновь всплывает во «Властелине Колец» в разговоре с Галадриэль: 

… А если ты сумеешь выполнить своё задание, тогда сила наша уменьшится, и Лотлориэн увянет, а волны Времени смоют его прочь. Мы должны уйти на Запад или умалиться до обычных обитателей пещер и долин и постепенно забыть всё и быть забытыми.— Толкин Дж. Р. Р. Властелин Колец, т.I "Братство Кольца": книга II, гл. 7 "Зеркало Галадриэль" (любое издание)
В одном из писем от 1954 г., выверив к тому времени примерно половину «Властелина Колец», Толкин заявил, что эльфийский язык синдарин очень похож на валлийский, «поскольку он, видно, прекрасно подходит к довольно „кельтскому“ типу легенд и историй, рассказываемых о тех, кто на нём говорит». В том же письме Толкин отмечает, что его эльфы имеют мало общего с эльфами или феями Европы и что они в реальности представляют собой существ с большими творческими способностями, красотой и продолжительностью жизни. Толкин также писал, что наличие эльфийских предков могло быть единственным основанием претензий на «благородное происхождение», которое могли заявлять люди Средиземья. Кроме того, он считал, что эльфы виновны во многих бедах Средиземья, описанных во «Властелине Колец», потому что они выковали Три Кольца, пытаясь предотвратить «угасание» своих государств.

## История

### Первая Эпоха

#### Происхождение
По самой ранней версии происхождения эльфов, первые эльфы были пробуждены Эру Илуватаром у озера Куивиэнен — залива Внутреннего моря Хелькар. Они проснулись под звёздным небом, которое к их приходу создала Варда. Первым, что они увидели, были звёзды, и потому они возлюбили звёздный свет и чтили Варду Элентари превыше всех Валар.
Вторым же, что они увидели, были их жёны, и они полюбили их больше всех живущих в Арде. Первыми проснувшимися эльфами были три пары: Имин («Первый») и его жена Иминье, Тата («Второй») и Татиэ, Энель («Третий») и Энелье. Имин, Тата, Энель и их жёны собрались вместе и шли по лесам. На пути они встретили 6, 9 и 12 пар эльфов, и каждый патриарх по очереди объявлял эти пары своим народом. Уже 60 эльфов поселились у соседних рек и создали поэзию и музыку. Путешествуя далее, они обнаружили 18 пар эльфов, наблюдающих за звёздами, которых Тата объявил своим народом. Они были высокими и темноволосыми и стали предками большинства нолдор. Уже 96 эльфов стали придумывать имена всему, что видели, и придумали великое множество. Себя же назвали они квенди, что значит «наделённые даром речи». Продолжив своё путешествие, они нашли 24 пары эльфов, певших без слов, и Энель присоединил их к своему народу. Эти эльфы стали предками большинства «линдар», или «певцов», которых позже назвали тэлери. Других эльфов Имину, Тате и Энелю найти не удалось; народ Имина, самая маленькая группа из всех, стали предками ваниар. Всех первых эльфов, таким образом, было 144. Поскольку все эльфы были найдены в группах, численность которых была кратна 12, их система счисления была двенадцатиричной, а число 144 стало самым большим числом на очень долгое время. Кроме того, ни один из более поздних эльфийских языков не имел одного слова, означающего большее число.
В 1959–1960 гг. Толкин написал подробную историю пробуждения эльфов, названную Куивиэньярна и вошедшую в эссе «Квенди и эльдар». Ингвэ, Финвэ и Эльвэ в этой версии происхождения эльфов стали их первыми послами в Валинор и королями эльфов. Этот текст был опубликован только в «Войне Самоцветов», части «Истории Средиземья», в 1994 г., однако сокращённый вариант той же истории был включён в «Сильмариллион», впервые напечатанный в 1977 г.
Согласно «Сильмариллиону», пробудившиеся эльфы оставались у озера Куивиэнен, где со временем были обнаружены Вала Оромэ, который принёс вести об этом в Валинор. Оромэ полюбил квенди и нарёк их на их же языке — эльдар, «народ звезд» (позже этим именем называли только тех, кто последовал за ним на запад).
Многих квенди, однако, явление Оромэ поначалу повергло в ужас; как стало известно Валар позднее, Тёмный Властелин Мелькор за несколько лет до прихода Оромэ первым узнал о пробуждении квенди и насылал своих злобных духов шпионить за ними. Приманив одного из них, Саурона, эльфы, последовав за Сауроном, уходив далеко от озера, исчезали, и никто их более не видел — со временем Мелькор, изуродовав и подвергнув их пыткам, вывел из них отвратительный народ орков из зависти к эльфам и в насмешку над ними; эльфам же были они впредь злейшими врагами.

#### Разделения эльфов
Вернувшись в Валинор, Оромэ принёс вести о пробуждении Перворождённых, но поведал и о тёмных призраках, что тревожили Куивиэнен. Долго спорили Валар о том, как им защитить квенди от Мелькора. В конце концов Манвэ призвал Валар в Круг Судьбы и объявил, что по совету Эру Илуватара Валар должны будут вернуть себе власть над Ардой любой ценой и избавить квенди от тени Мелькора. Валар атаковали твердыни Мелькора; сами же эльфы не принимали участия в битвах и ничего о них не ведали, ощущая лишь, как содрогается и стонет Земля. В конце концов Мелькор был пленён и заточён в темнице крепости Мандоса. Несмотря на поражение Мелькора, его крепости не были окончательно разрушены. В самых глубоких подземельях оставалось ещё много чудовищных слуг Мелькора, другие же бежали во тьму и скитались там, ожидая своего времени.

Схема взаимоотношений и названий различных групп эльфов

Валар опять собрались на совет, чтобы решить судьбу эльфов. Большинство из них опасались за судьбы квенди в мире, полном опасностей; кроме того, пленились они красотой квенди и жаждали их дружбы. Потому Валар призвали эльфов в Валинор. Решение это повлекло за собою в будущем немало бед.
Эльфы, однако, поначалу не пожелали внять призыву. Тогда Оромэ отвёз по одному представителю от каждого рода эльфов (Ингвэ — от ваниар, Финвэ — от нолдор, Эльвэ — от тэлери) в Бессмертные Земли. Увидев их, они исполнились благоговения перед славой и величием Валар и пленились светом и сверкающей красотою Дерев. По возвращении в Средиземье Ингвэ, Финвэ и Эльвэ убедили отправиться в Валинор многих эльфов — род Ингвэ и большую часть родов Финвэ и Эльвэ. Их Оромэ назвал «эльдар», «звёздным народом». Те же, кто не прислушался к Зову Валар и остался, предпочитая звёздный свет и необозримые просторы Средиземья, стали известны как «авари», «отказавшиеся».
Поход эльдар на запад занял долгие годы. Когда Оромэ оставлял их на время, эльфы останавливались и не шли дальше, пока Оромэ не возвращался, чтобы вести их вперёд. Подойдя к реке Андуин, тэлери надолго оставались там. Некоторые из них устрашились вида Мглистых гор и так и не решились пересечь их. Они повернули назад и остались в долине Андуина, став «нандор», «повернувшими назад». Их вождём в то время был Ленвэ.

Континент Аман

Остальных Оромэ перевёл через Мглистые горы и Эред Линдон и привёл их в цветущие земли за рекой Сирион, впоследствии названные Белерианд. Там потерялся Эльвэ, и тэлери остались искать его. Ваниар и нолдор же перешли на остров, который Ульмо переместил к Валинору, словно могучий корабль. Здесь они обрели радушный прием в благословенном краю.
Но тэлери всё ещё оставались в Западном Белерианде, далеко от моря, и не услышали призыва Ульмо; многие продолжали разыскивать Эльвэ, своего повелителя, а без него не желали уходить. Когда они узнали, что Ингвэ, Финвэ и их народы ушли на запад, многие тэлери пришли к побережью Белерианда и поселились близ устьев Сириона; они избрали своим королём Ольвэ, брата Эльвэ. Долго оставались они здесь под покровительством Майа Оссэ и Уинен и переняли от Оссэ всевозможные познания о море и музыку моря. Так и случилось, что тэлери, которые с самого начала любили воду и пели прекраснее всех эльфов, были очарованы морями, и в песнях их зазвучал шум накатывающих на берег волн.
Через многие годы Ульмо по многочисленным просьбам нолдор и их короля Финвэ вернулся в Белерианд, чтобы найти оставшихся тэлери. Большая их часть с королём Ольвэ отправилась на плавучем острове в Валинор. Когда этот остров достиг залива Эльдамар, тэлери воззвали к Ульмо и умолили его остановиться. По воле Ульмо Оссэ укрепил остров в основании морского дна. С тех пор он одиноко возвышался в заливе Эльдамар, и назвали его Тол Эрессеа (Одинокий остров). Там тэлери жили под небесными звёздами, и оттуда же открывался их взорам Аман. Долгие века жили они отдельно от других эльфов, и речь их сделалась непохожей на язык ваниар и нолдор.
Тэлери, оставшиеся в Белерианде, продолжили поиски Эльвэ, а часть из них осела на берегах, выбрав своим вождём Кирдана, и стали «фалатрим», «народом залива» — это были первые мореходы Средиземья и первые созидатели кораблей. Их убедил остаться здесь Оссэ, заботам которого вверены были моря Средиземья и побережья Ближних земель.
Когда же Эльвэ очнулся от долгого забытья, он вернулся к своему народу с супругой, Майа Мелиан, и они поселились в лесах в самом сердце Белерианда, основав величайшее эльфийское королевство. Радостно встретил Эльвэ (Тингола) его народ, и Тингол и Мелиан долгие века совместно правили ими. Эльфы эти стали известны впредь как «синдар» — Серые эльфы, эльфы Сумерек. Их главный город назывался Менегрот — «Тысяча пещер».

#### Эльфы в Амане
Валар выделили ваниар и нолдор для поселения многие земли. Но среди ярких цветов в садах Валинора и в свете Дерев эльфы порою тосковали по свету звёзд, и тогда в могучей горной цепи Пелори была проделана брешь. Здесь в глубокой долине Калакирия, что сбегала к самому морю, эльдар воздвигли высокий зелёный холм Туна. С запада озарял его свет Дерев, а с востока открывался залив Эльдамар и Одинокий остров, на который изливалось сияние Благословенных Земель.
На вершине холма Туна был возведён белокаменный город эльфов Тирион. Ваниар и нолдор долго жили здесь в дружбе. Для них Йаванна создала меньшее дерево Галатилион, подобное Тельпериону; его побеги рассадили по всему Эльдамару. Один из них позже был высажен на Тол Эрессеа, и назван был Келеборн.
Тэлери на протяжении долгих веков жили на Тол Эрессеа, но постепенно затосковали они по свету Дерев, что струился к Одинокому острову через море, и их сердца разрывались между любовью к музыке волн и желанием снова увидеть своих родичей и взглянуть на великолепие Валинора. Когда мечта о свете победила, Ульмо направил к тэлери Оссэ, и тот обучил их искусству кораблестроения, а когда корабли были готовы, Оссэ принёс эльфам в дар лебедей с сильными крылами, и они повлекли белоснежные корабли тэлери на запад. Так тэлери последними вступили на берега Эльдамара. Поселившись здесь и построив у пределов Эльдамара, к северу от ущелья Калакирия, свой город Алквалонде, Лебединую Гавань, тэлери чаще всего плавали на своих кораблях по водам залива Эльдамар или бродили в прибрежных волнах. Много драгоценных камней получили они в дар от нолдор, и тэлери рассыпали их по берегам. Свои чертоги в Алквалонде они возводили из жемчуга, который сами же и добывали со дна моря. Корабли они строили по образу лебедей, с золотыми клювами и очами из золота и чёрного янтаря. 
Манвэ и Варда более всего любили ваниар, Аулэ же предпочитал нолдор, и сам Аулэ, и его народ часто приходили к ним. Нолдор обрели великие знания и искусство, и вскоре во многом превзошли они своих учителей. Каменщики дома Финвэ, трудясь в горных каменоломнях, первыми нашли драгоценные кристаллы земли и добыли их бесчисленное множество; они же придумали орудия для обработки и огранки камней. Свои самоцветы они щедро раздавали, умножая великолепие всего Валинора.
Шли века, и ваниар, полюбившие землю Валар и незамутнённый свет Дерев, покинули город Тирион и обосновались на горе Таникветиль, у подножия чертогов Манвэ, и на равнинах и среди лесов Валинора, отделившись от нолдор. Ингвэ почитался Верховным Королём над всеми эльфами. Финвэ правил в Тирионе, а Олвэ – в Алквалонде.
В сердцах нолдор продолжала жить память о Средиземье, и они селились в ущелье Калакирия и в холмах и долинах Эльдамара, куда доносился шум западного моря. Нолдор и тэлери были гораздо ближе друг к другу, чем к ваниар.

#### Исход нолдор
Феанор, сын Финвэ, величайший из эльдар, создал Сильмариллы — камни, в которых была заключена частица света Двух Древ, освещавших Валинор. В это время Мелькор, который провёл три века заключения в Чертогах Мандоса, получил свободу. Обманув Валар своим притворным смирением и раскаянием, он ввёл в искушение народ нолдор — явился им и открыл тайное знание, тем самым вселив в них гордыню и алчность.
Распространяя зло и раздоры среди нолдор, Мелькор в итоге уничтожил Древа Валар, убил короля Финвэ и похитил Сильмариллы. Обезумевший от горя Феанор проклял Мелькора, нарёк его Морготом (на синдарине — «чёрный враг») и вместе со своими семью сыновьями произнёс кощунственную клятву мести любому, кто дерзнёт посягнуть на Сильмариллы или станет утверждать своё право на них. Несмотря на зловещие предзнаменования и попытки Валар удержать их, Феанор с сыновьями и его брат Финголфин возглавили два войска нолдор, которые ушли из Валинора в Белерианд. Исходу сопутствовала братоубийственная резня в Альквалонде, когда нолдор напали на тэлери, захватив их белоснежные лебединые ладьи, чтобы преследовать Моргота в Средиземье.
На бунтовщиков-нолдор и на Дом Феанора обрушилось Проклятие (Пророчество) Мандоса, сулившее им горе, беды, раздоры, предательства и гибель — либо от оружия, либо от угасания (усталости от мира). Финарфин и часть его подданных, вняв пророчеству, повернули назад. Финарфин предстал перед Судом Валар, был прощён и стал править нолдор, оставшимися в Валиноре. Большинство нолдор, однако, продолжило свой путь.
Со временем изгнанники подошли к покрытому вечными льдами проливу Хэлкараксэ, далеко на севере разделявшему земли Амана и Средиземья. Кораблей у нолдор, однако, было недостаточно, чтобы за один раз переправить в Средиземье всё войско. Тогда Феанор бросил Финголфина и его народ и ушёл на кораблях со своим народом. Высадившись в Средиземье, Феанор сжёг корабли. Нолдор Домов Финголфина и Финарфина были вынуждены добираться до Средиземья единственным оставшимся путём — через льды Хэлкараксэ. Несмотря на неисчислимые страдания и лишения, войско вступило во Внешние Земли с первым восходом Солнца — небесного светила, созданного Валар.

#### Войны Белерианда
Войны Белерианда, начавшиеся после возвращения в Средиземье вала тьмы Мелькора-Моргота, длились шесть веков.
Первая Битва произошла через десять лет после похищения Морготом Сильмариллов, когда Моргот послал своих орков против эльфов-синдарин. Орды орков были разбиты силами короля Дориата Элу Тингола и отброшены в Ангбанд.
Вторая Битва — Битва под Звёздами (Дагор-нуин-Гилиат) — произошла за четыре человеческих года до восхода Солнца. Армия Моргота сразилась в северо-западной части Белерианда с прибывшим в Средиземье войском нолдор под командованием Феанора. Эльфы отчаянно сражались, перебив всех, кто им противостоял, а остатки армии Моргота бежали в Ангбанд. Сам Феанор погиб в ходе битвы.
После гибели Феанора титул верховного короля нолдор в Белерианде перешёл к его старшему сыну Маэдросу. Маэдрос согласился на переговоры с орками, но был захвачен в плен Морготом. Из плена его спас двоюродный брат Фингон, сын Финголфина. Этот подвиг стяжал Фингону великую славу среди нолдор и положил конец вражде между Домами Финголфина и Феанора. Перед всеми нолдор просил потерявший руку в плену у врага Маэдрос прощения за предательство в Арамане и отказался от верховной власти в пользу Финголфина.

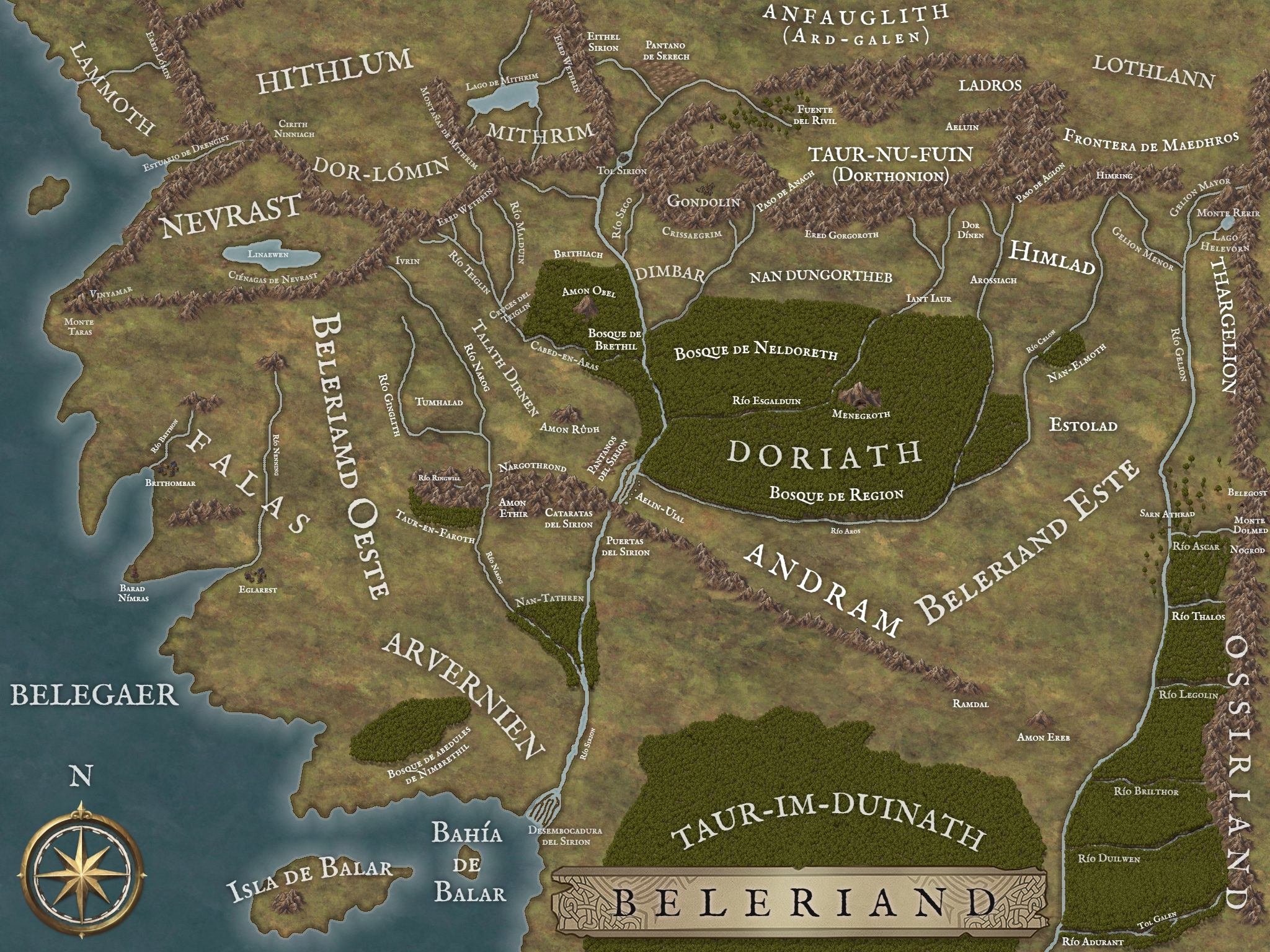
Карта Белерианда

Народ Финголфина расселился в Митриме, его старший сын Фингон получил владения в Дор-ломине к западу от владений отца. Ещё западнее Дор-ломина в Неврасте были владения Тургона, второго сына Финголфина. В нагорье Дортонион к востоку от Хитлума поселились сыновья Финарфина Ангрод и Аэгнор. Восточнее, в долине Лотланн поселились сыновья Феанора — Маэдрос, а чуть южнее него — Маглор. Келегорм и Куруфин — третий и пятый сыны Феанора — правили Химладом. На берегах реки Нарог Финрод, старший сын Финарфина, основал при помощи гномов королевство Нарготронд. Западнее, в Фаласе, были гавани вождя тэлери Кирдана Корабела. К югу от Дортониона находился Дориат, лесное королевство Тингола, короля всех синдар; его столицей был подземный город Менегрот. На юго-востоке Белерианда правили сыновья Феанора Амрод и Амрас. Ещё восточнее, за рекой Гелион, лежали владения сына Феанора Карантира.
В 56 году Первой Эпохи Солнца Моргот сумел собрать новую армию, значительно превосходившую две предыдущие армии, вместе взятые. Третья Битва получила название Дагор Аглареб (Славная Битва). Эльфы во главе с Финголфином не только одержали победу над легионами орков, но и полностью их уничтожили.
Ангбанд подвергся осаде, продолжавшейся почти четыре века. Орки совершали набеги на Хитлум, а в 260 году к ним присоединился дракон Глаурунг. Но всё же по большей части в Белерианде царил мир. Тем временем несколько приспешников Моргота сумели пробраться южнее Железных гор, и когда Моргот всё же нарушил Долгий Мир, он был полностью готов к сражению.
В 455 году Ард - Гален был опустошен потоками лавы, а затем легионы орков повели в бой балрогов и огнедышащих драконов. Так произошла Четвёртая Битва, Битва Внезапного Пламени (Дагор Браголлах), в ходе которой Моргот сразил в поединке Финголфина. За ней последовала унесшая жизнь Фингона Пятая Битва, Битва Бессчётных Слёз (Нирнаэт Арноэдиад). Моргот одержал полную победу над эльфами, дав истерлингам с Востока возможность захватить Хитлум. Оставшиеся эльфийские королевства Белерианда были разрушены одно за другим: Нарготронд (496), затем Менегрот и, наконец, Гондолин (511).
Почти век Моргот безраздельно владычествовал над Средиземьем. Но Валар и Майар не могли с этим мириться. В 601 году они в третий и последний раз выступили против Чёрного Врага. Началась Война Гнева, и свершилась Великая Битва. В результате погиб не только Ангбанд, но и весь Белерианд. Железные и Синие горы рухнули, и великие воды затопили землю. Затопленный Белерианд опустился на дно Западного моря. Моргот был повержен и навечно изгнан в Пустоту. Так завершилась Первая Эпоха мира.

### Вторая и Третья Эпохи
После Войны Гнева Валар попытались призвать эльфов обратно в Валинор. Многие согласились, но некоторые остались в Средиземье. Во Вторую Эпоху они основали в Средиземье королевства Линдон и Эрегион, а также основали государство в Лихолесье. Саурон, бывший слуга Моргота, начал против них войну, однако с помощью нуменорцев эльфы победили его.
Во Вторую и Третью Эпохи эльфы хранили свои государства с помощью Колец Власти, но после Войны Кольца сила их угасла, и многие эльфы покинули Средиземье, уплыв в Валинор. Что касается судьбы эльфов, оставшихся в Средиземье после уничтожения Кольца Всевластья в конце Третьей Эпохи, то опубликованные произведения Толкина дают несколько противоречивые намёки на то, какой она была.
После уничтожения Кольца Всевластья сила Трёх Колец эльфов также исчезла, и в Средиземье началась Эпоха Людей. Эльфы, оставшиеся в Средиземье, были обречены на медленное угасание до того момента, когда, по словам Галадриэль, они угаснут и станут «простым народом пещер и долин», сильно умалившись по сравнению с их древней силой и благородством. Сила оставшихся нолдор уменьшилась сразу, а «умаление» всего эльфийства длилось сотни и даже тысячи лет, вплоть до нашего времени, когда отдельные вспышки образов миниатюрных танцующих эльфов питают наши народные сказки и фантазии.
В то же время во «Властелине Колец» существует много намёков на продолжение существования эльфов в Средиземье в ходе первых лет Четвёртой Эпохи. Элладан и Элрохир, сыновья Элронда, не сопровождали отца, когда Белый Корабль с Хранителем Кольца и верховными вождями нолдор ушёл из Серых Гаваней в Валинор; говорили, что они на некоторое время остались в Ривелелле, возможно, позже вместе с другими нолдор перебрались в Линдон. В Приложении А говорится, что Келеборн присоединил большую часть южного Лихолесья к государству Лотлориэн в конце Третьей Эпохи, а в другом месте Толкин пишет, что Келеборн некоторое время жил в Линдоне и Ривенделле, прежде чем в конце концов уплыл из Средиземья в Валинор.
Толкин также писал, что эльфы переселились в Итилиэн в ходе правления короля Арагорна Элессара и помогали в восстановлении Гондора. Они в основном жили в Южном Итилиэне, вдоль берегов Андуина. Также подразумевается, что эльфы продолжали жить в Серых Гаванях, по крайней мере какое-то время. Толкин упоминает о том, что по традиции хоббитов Сэмуайз Гэмджи уплыл за море из Серых Гаваней через несколько десятилетий после ухода Элронда, что подразумевает, что в то время там ещё оставались эльфы. Леголас также отправился в Валинор после смерти короля Элессара, но во «Властелине Колец» прямо говорится, что свой корабль он построил сам, и что он спустился на нём по Андуину и вышел в Море (как делали нередко лориэнские эльфы во времена Амрота), и неизвестно, почему он уплыл не из Гаваней: из-за их запустения, или, просто решив отправиться за Море вместе с Гимли, предпочёл плыть сам.
В «Истории Арагорна и Арвен», включённой в Приложение А, Толкин изображает Средиземье, откуда уже ушло большинство эльфов. Большинство тех, что остались, жили в Лихолесье, и гораздо меньшее число — в Линдоне. Арагорн говорит о пустом саде Элронда в Ривенделле. Наиболее шокирующим является момент, когда после добровольной смерти Элессара Арвен приходит в Лориэн, к тому времени полностью покинутый (Келеборн со своим народом уже ушёл в Ривенделл), и отдаёт свою душу в его безмолвных пределах.

## Кланы эльфов

### Ваньяр
Ва́ньяр (кв. Vanyar, то есть «Дивные»; ед. ч. Ва́нья) — старший клан эльфов всей Арды, самые красивые и благородные из всех эльдар. Единственные из эльфов были светловолосыми. Этот род был самым малочисленным из эльдар, они были первыми, кто отправился в Великий Поход за вала Оромэ и достиг Амана. По легенде, основателями рода ваниар были Имин, первый эльф, проснувшийся у вод Куивиэнен, его жена Иминиэ и 12 их спутников. Ингвэ был послом ваниар, побывавшим с Оромэ в Валиноре и ставший королём ваниар. С тех пор Ингвэ считается верховным королём всех эльфов и известен как Ингвэ Ингверон (кв. Ingwë Ingweron), «вождь вождей». 

Схематическая карта Белерианда.

Помимо Имина, Ингвэ и его сестры (или, возможно, племянницы) Индис, второй жены Финвэ, короля нолдор, очень немногие ваниар названы по имени. Индис стала матерью Финголфина и Финарфина, последний же основал единственный дом эльфов-нолдор, представители которого имели золотистые волосы ваниар; самым известным представителем этого дома была дочь Финарфина Галадриэль.
Во время Исхода Нолдор никто из ваниар не присоединился к ним.
Ваниар побывали в Средиземье лишь однажды после своего ухода в Валинор, когда сын Ингвэ Ингвион возглавил войско ваниар из Валинора, сражавшееся в Войне Гнева (видимо, это также был единственный случай, когда ваниар и люди увидели друг друга). Они затем вернулись в Аман вместе с большинством эльдар, которые до этого населяли Белерианд.
Хотя никто из чистокровных ваниар, кроме тех, кто сражался в Войне Гнева, никогда не ступал на почву Средиземья, это совершили некоторые из их потомков-нолдор. Несколько девушек-ваниар влюбились в князей нолдор, но ни одна из них не последовала за ними в изгнание: наиболее уважаемой из них была Индис, вдова Финвэ, которая после убийства Мелькором её мужа в Форменосе решила вернуться к своему народу вместе со своей старшей дочерью Финдис. Эленвэ, жена Тургона, происходившая из ваниар, погибла при переходе Финголфина через Хэлкараксэ из Амана в Белерианд. В Амане Финрод из нолдор любил ваниа по имени Амариэ; именно из-за любви к ней Финрод в Белерианде так и не женился вновь.
Ваниар говорят на диалекте квенья, называемом «ваньярин», богатом множественными заимствованиями из валарина. Название «ваниар» (ед.ч. «ваниа») означает на квенья «светлый» и намекает на золотистые волосы ваниар (изначальное значение слова «ваниа» понимается как «светлоокрашенный, бледный»). Так их прозвали нолдор. Иногда они называют себя, особенно в разговорах между собой, «миньяр» (кв. Minyar), «первые», что и является их самоназванием.

## Жизненный цикл эльфов
Как говорится в «Истории Средиземья» и письмах Толкина, жизненный цикл эльфов отличался от человеческого. Большая часть информации, приведённой ниже, строго говоря, относится только к эльдар и почёрпнута из эссе «Законы и обычаи эльдар», опубликованного в «Кольце Моргота».

### Рождение и ранний период жизни
Эльфы рождаются примерно через год после зачатия, при этом отмечается именно день зачатия, а не день рождения. Их разум развивается быстрее, чем их тело: к первому году жизни они уже умеют говорить, ходить и даже танцевать, их более быстрое умственное взросление заставляет людей считать молодых эльфов старше, чем они есть в реальности. Физическое совершеннолетие наступает примерно в возрасте от пятидесяти до ста лет жизни эльфов (к 50 годам они достигают своего окончательного роста), и к ста годам эльф уже полностью достигал взрослого состояния. После этого тела эльфов переставали физически взрослеть и стареть (в отличие от тел людей).

### Сексуальность, брак и деторождение
Эльфы женились по любви в ранний период жизни. Практиковалась моногамия, супружеские измены полностью отсутствовали. В подавляющем большинстве случаев эльфы женились только один раз (Финвэ, первый Верховный король нолдор, был исключением: он женился второй раз после смерти первой жены; хотя особое разрешение на этот брак было дано самими Валар, он привёл к роковым последствиям, повлёкшим многие несчастья и беды; память о несчастьях и раздорах в доме Финвэ запомнились надолго, и эльфы впоследствии воздерживались от вступления во второй брак).
Супруги могли выбирать друг друга даже задолго до свадьбы, заключая помолвку. Это решение должны были одобрить родители (кроме случаев, когда совершеннолетние жених и невеста планировали жениться в спешном порядке), и после такого одобрения делалось формальное объявление о помолвке. Стороны обменивались кольцами и оставались помолвленными как минимум год; в течение этого периода помолвку можно было отменить, вернув друг другу кольца (однако это случалось очень редко). После формальной помолвки пара назначала дату свадьбы (как минимум через год).
Для вступления в супружество требовались только особые слова, произносимые женихом и невестой (включая призывание имени Эру Илуватара). Семьи молодожёнов отмечали свадьбу пиршеством. Стороны отдавали друг другу свои помолвочные кольца и получали другие, которые носили на указательном пальце. Мать невесты обычно дарила жениху драгоценный камень, который он впоследствии носил (подаренный Галадриэль Арагорну Элессар отражает эту традицию: она была бабушкой его невесты Арвен, а её дочь Келебриан покинула Средиземье задолго до этого, получив тяжёлую психологическую травму в результате пленения орками).
Эльфы рассматривали половые отношения как особо специфическое и интимное действо, поскольку они ведут к зачатию и рождению детей. Внебрачный и добрачный секс был немыслим, измены отсутствовали, а верность и доверие между супругами были абсолютными. Разлучение во время беременности или первых лет после рождения детей (например, в результате войны) было таким ударом для пары, что они предпочитали рожать детей в периоды мира. Живых эльфов нельзя было изнасиловать или принудить к интимной связи: в этом случае они бы сразу потеряли волю к жизни и отправились в Чертоги Мандоса.
Обычно у эльфов было мало детей (Феанор и Нерданэль, имевшие семерых сыновей, были исключением), и между их рождением обычно проходило значительное время. Довольно скоро они увлекались другими радостями жизни, их либидо угасало, и они сосредотачивались на чём-то другом, к примеру, на искусстве. Несмотря на это, они находили величайшую радость в любовном союзе и наслаждались днями вынашивания и воспитания детей как счастливейшими в своей жизни.
В мифологии Толкина описан всего лишь один пример серьёзной ссоры в браке эльфов (у Эола и Аредэли, где жена покинула мужа, не сообщив ему об этом, что в итоге привело к её убийству Эолом). Однако их брак был совершенно нетипичным для эльфов.

### Повседневная жизнь
Эльфы, особенно нолдор, занимались различными вещами, например, ковкой, скульптурой, музыкой и другими искусствами, и, безусловно, приготовлением пищи. Мужчины и женщины могли делать практически всё на равных; однако женщины часто специализировались в искусстве врачевания, пока мужчины участвовали в войнах. Это делалось из-за их веры в то, что лишение жизни влияет на возможность сохранять жизнь. Однако эльфы не оставались в одних и тех же ролях: женщины могли при необходимости защищаться наравне с мужчинами, а многие мужчины были умелыми врачевателями (к примеру, Элронд и его сыновья, он же обучил врачеванию Арагорна).

### Дальнейшая жизнь
Со временем, если эльфы не погибали в бою или не умирали от других причин, их начинало тяготить Средиземье, и они начинали желать уплыть в Валинор, где Валар изначально поселили их народ. Те из них, которые желали уплыть в Бессмертные Земли, часто отправлялись туда на кораблях, предоставляемых им в Серых Гаванях, где жил Кирдан Корабел со своим народом.

### «Третий цикл жизни», старение и рост волос на лице
Несмотря на утверждения Толкина в «Хоббите», что эльфы (и хоббиты) не имеют бород, у Кирдана, согласно «Властелину Колец», была борода, что выглядит аномалией и случайно допущенным несоответствием. Однако позже, около 1960 г., Толкин разработал концепцию нескольких (как минимум, трёх) «циклов жизни» эльфов; Кирдан носил бороду, поскольку находился в третьем цикле жизни (однако Махтан, отец жены Феанора, Нерданэли, носил бороду, находясь только во втором цикле жизни, что представляет собой редкий феномен). Неясно, что конкретно представляли собой эти циклы, поскольку Толкин не оставил записей, более подробно объясняющих данную концепцию. Очевидно, что бороды были единственным знаком физического возраста эльфа, превышающего обычную «взрослость».
Толкин, скорее всего, позднее кардинально изменил мнение относительно того, имели ли эльфы волосы на лице. Как замечает Кристофер Толкин в «Неоконченных сказаниях», его отец написал в декабре 1972 г. или позже, что эльфийскую кровь в людях (таких, как Арагорн) можно было «… заметить по безбородости тех, в которых она была». Это, очевидно, противоречит информации, приведённой выше.
Эльфы иногда внешне старели, будучи под большим стрессом. Так, видимо, состарился Кирдан, поскольку он описан как очень старый с виду (кроме звёзд, сияющих в глазах), что могло быть вызвано всеми горестями, которые он видел и пережил с Первой Эпохи. Также и люди Гвиндора из Нарготронда с трудом узнали его после многих лет, проведённых в плену у Моргота.

### Смерть
Эльфы были от природы бессмертными, и возраст никак не отражался на них. В дополнение к бессмертию эльфы могли оправляться от ран, которые обычно являются смертельными для человека. Однако эльфа можно было убить, или же он мог умереть от горя и усталости от мира.
Души мёртвых эльфов отправлялись в Чертоги Мандоса в Валиноре. После определённого периода времени и отдыха там, служившего «очищением», эти души могли снова быть облечены телами, идентичными тем, которыми эльфы обладали до смерти. Однако за редчайшим исключением возрождённые эльфы более никогда не отправлялись в Средиземье, а напротив — оставались в Валиноре навсегда. Исключением был Глорфиндел из «Властелина Колец»; как показано в более поздних работах Толкина, он был «воскрешённым» героем «Сильмариллиона», а не просто эльфом-тёзкой древнего воина. Редкий и более необычный пример эльфа, вернувшегося из Чертогов Мандоса, можно найти в истории Берена и Лютиэн: Лютиэн была вторым эльфом, посланным назад в Средиземье — однако уже как смертная женщина. Для обозначения души и тела Толкин использовал термин «фэа и хроа».
Со временем бессмертные души эльфов одержат победу над их телами и поглотят их, оставив их «бестелесными» (вне зависимости от того, захотят ли они вернуться в Валинор или остаться в Средиземье). При конце мира все эльфы станут невидимыми для смертных глаз (кроме тех, для которых эльфы захотят «проявиться»). Толкин называл эльфов Средиземья, которые прошли через этот процесс, «задержавшимися» (англ. Lingerers).
Жизнь эльфов продолжается столько, сколько существует мир. Во втором пророчестве Мандоса сказано, что в конце времён эльфы присоединятся к младшим детям Илуватара для пения второй музыки Айнур. Однако вопрос о том, относится ли данное пророчество к Канону Средиземья, вызывает споры, ибо опубликованный «Сильмариллион» утверждает, что только люди будут участвовать во втором Айнулиндалэ, и что окончательная судьба эльфов неизвестна. Однако они не верят, что Эру оставит их и предаст забвению.

## Названия и дарование имён
Во «Властелине Колец» Толкин заявляет о том, что он является всего лишь переводчиком мемуаров Бильбо и Фродо, в совокупности известных как «Алая Книга Западного Крома». Он также говорит, что те имена и термины в книге (также, как и в более раннем «Хоббите»), переданные английскими словами, на самом деле — смысловые переводы со Всеобщего Языка.
Толкин несколько раз высказывал свои опасения касательно слова «эльф» и «тех его ассоциаций, которых я особенно желаю избегать […], например, с Дрейтоном или „Сном в летнюю ночь“», для целей перевода указывая свои предпочтения: «должна использоваться самая старая форма имени, поскольку она сама по себе должна иметь собственные ассоциации у читателей моего романа». Он хотел избежать викторианских образов «феечек» или проказливых чертенят, ассоциируемых с этим словом, и нацеливался на более возвышенные идеи существ, «мыслимых обладающими выдающимися магическими силами в ранней тевтонской мифологии» (Оксфордский словарь английского языка, статья ælf).
Эльфы также именуются «Перворождёнными» (кв. Minnónar), или «старшим народом» (англ. Elder Kindred) — в противоположность «второрождённым» людям — поскольку они были пробуждены Эру Илуватаром гораздо раньше людей. Сами себя эльфы называли «Квенди» (кв. Quendi, «говорящие») в честь того, что, когда они были созданы, они были единственными живыми существами, способными говорить. Дунэдайн называли их «Нимир» (адун. Nimîr, «прекрасные»), а на синдарине их обычное самоназвание было «эледрим» (синд. Eledhrim).
В произведениях, составляющих часть «Истории Средиземья», Толкин уточняет правила дарования имён у эльфов. На квенья имя обозначалось как эссэ (кв. essë). Эльфу Валинора обычно одно имя (атарессэ, кв. ataressë) при рождении давал отец. Оно обычно отражало либо имя отца, либо матери (указывая на происхождение эльфа), к которому мог добавляться некий определяющий префикс. С ростом эльфов они получали второе имя (амилессэ, кв. amilessë), даруемое матерью. Это имя было крайне важным и отражало личность, способности или судьбу эльфа, а иногда бывало и «пророческим».
Третьим типом является «эпессэ» (кв. epessë), или «после-имя». Его давали эльфу гораздо позже и необязательно родственники; обычно оно являлось почётным титулом. В некоторых случаях эльф сам называл себя неким именем, которое называлось «килмессэ» (кв. kilmessë, «самоназвание»).
«Истинными именами» оставались первые два, хотя эльфа могли называть любым из четырёх. Материнские имена обычно не использовались теми, кто плохо знал эльфа. В более поздней истории основным именем эльфа, которое в большинстве случаев идентифицировало его, могло также стать любое из четырёх.
После бегства в Средиземье и принятие синдарина в качестве языка повседневного общения, большинство нолдор также выбрало себе имена, подходящие под стиль этого языка, переведя или изменив одно из своих квенийских имён.
Также использовались и отчества, представлявшие собой имя отца с прибавленным суффиксом «-ион» (означающее «сын»). Таким образом, Гилдор Инглорион — это «Гилдор, сын Инглора».
Типичными примерами использования различных имён у эльфов могут служить следующие:
- Галадриэль — синдаринский перевод имени «Алатариэль», эпессэ на телеринском квенья, данного ей Келеборном и означающего «дева, коронованная светящимся венком». Её отцовское имя — «Артанис» («благородная женщина»), а материнское имя — «Нервен» («мужчина-дева»).
- Маэдрос, старший сын Феанора, был прозван своими братьями «Руссандол» («медноголовый») из-за своих рыжих волос. Его отцовским именем было «Нельяфинвэ» («третий Финвэ» — вслед за самим Финвэ и Феанором, отцовским именем которого было «Куруфинвэ»), а материнским именем — Майтимо («хорошо сложенный»). Маэдрос — интерпретация на синдарине частей его материнского имени и эпессэ.
- Финрод (синдаринский перевод отцовского имена «Финдарато») обычно именуется Фелагундом (высекателем пещер), именем, данным ему гномами (на кхуздуле звучащем как Фелакгунду) из-за его проживания в подземных чертогах Нарготронда. Финрод принял это имя и сделал своим почётным титулом. Материнским именем Финрода было «Инголдо» («достойный нолдо»).
- Кирдан (что означает «Корабел») — эпессэ эльфа из тэлери, оставшегося в Белерианде, а позже — в Линдоне до конца Третьей Эпохи. Его изначальным именем, традиционно крайне редко упоминаемым, было Новэ, однако его везде называли Кирданом, титулом, данным ему как владыке Фаласа.

## Языки эльфов
Толкин создал для своих эльфов много языков. Его интерес был в основном филологическим, также он говорил, что его истории выросли из его языков. И действительно, языки были первым, что Толкин создал для своей мифологии, начав с того, который он изначально назвал «эльфский» (англ. Elfin), или «квенья» (англ. Quenya, первоначально записывался как Qenya), или «язык высших эльфов» и, вместе с синдарином (сероэльфийским), стал одним из двух наиболее полных искусственных языков Толкина. В дополнение к этим двум Толкин создал много других родственных им эльфийских языков.
Эльфам также приписывалось создание рунных письменностей тенгвар (Феанором) и кирт (Даэроном).